# 24748 Nernst
24748 Nernst è un asteroide della fascia principale. Scoperto nel 1992, presenta un'orbita caratterizzata da un semiasse maggiore pari a 2,9964639 UA e da un'eccentricità di 0,1072115, inclinata di 6,28115° rispetto all'eclittica.